# Aigueperse (Puy-de-Dôme)
Aigueperse – miejscowość i gmina we Francji, w regionie Owernia-Rodan-Alpy, w departamencie Puy-de-Dôme.
Według danych na rok 1990 gminę zamieszkiwały 2534 osoby, a gęstość zaludnienia wynosiła 241 osób/km² (wśród 1310 gmin Owernii Aigueperse plasuje się na 85. miejscu pod względem liczby ludności, natomiast pod względem powierzchni na miejscu 788.).